# Златко Шименць
Златко Шименць (29 листопада 1938) — югославський ватерполіст.
Срібний призер Олімпійських Ігор 1964 року, учасник 1960 року.
Срібний призер Чемпіонату Європи з водного поло 1958, 1962 років, бронзовий призер 1966 року.
Переможець Середземноморських ігор 1959 року, срібний призер 1963 року.